# Rehilamiento
Rehilamiento, em fonética, é a vibração que ocorre no ponto de articulação de algumas consoantes. O termo foi usado pela primeira vez como um tecnicismo em Fonética pelo linguista Amado Alonso em 1925, que o definiu como um «som especial produzido no ponto de articulação».
Esta é uma característica do Yeismo no Espanhol rioplatense, na qual a pronunciação do ll e a pronunciação da vogal são neutralizadas e como uma Consoante fricativa pós-alveolar sonora, [ʒ], ou como uma Fricativa pós-alveolar surda [ʃ]. Esse fenômeno também é chamado žeismo ou zheismo no primeiro caso, e šeismo ou sheísmo no segundo.3
Também se observa o Rehilamiento em outras variedades de espanhol e em outras consoantes. Por exemplo, o Dicionário da Real Academia Espanhola menciona que existe rehilamiento na pronúncia castelhana de s e z em mismo, esbelto, juzgar y Luzbel.

## Ver Também
- Yeísmo Rehilado